# アゼナルコ
アゼナルコ（畦鳴子、畔鳴子、学名: Carex dimorpholepis）またはアゼナルコスゲは、カヤツリグサ科スゲ属の植物である。湿地に生えるスゲの一種。水田の縁などにも普通に見られたものである。細長い小穂をぶら下げるようにつける。特に頂小穂が雄雌性であるという特徴を持つ。
和名は、垂れ下がる小穂を鳴子に見立て、畦に出現することから。

## 形態・生態
根茎は短く、匍匐茎を出さない。草丈は40-80cm、根元には褐色からやや赤みを帯びた鞘をもち、少し糸網がある。
葉はよく立ち上がり、幅は4-10mm、全体に粉緑色。
花茎は立ち上がり、先端はやや斜めに垂れる。小穂は先端近くに数個がやや間を置いて着き、それぞれに細い柄があって完全に垂れ下がる。それぞれの基部からは長い葉状の苞がある。最下のものは花序より長く、斜めに立ち上がって先端は下を向く。小穂はいずれも円柱形で長さ3-6cm、先端の頂小穂は先の方約半分が雌花で根元側半分が雄花の、いわゆる雌雄性。それ以外の小穂は雌性。この頂小穂が雌雄性というのはかなり珍しい特徴で、これを目当てにしても大体間違いない。しかも、この種では雄花部が雌花部の半分以下くらいの太さしかなく、雌花の所で段をなして急に太くなっているのが少々奇妙である。小穂は全体に淡い緑色で、成熟するとやや黄色みを帯びる。果胞は楕円形でやや偏平、表面に細かい突起を密生する。鱗片はそれより短いが、その先端がくぼんで芒が大きく突き出しているので、小穂を見ると細かいとげが並んでいるようにも見える。

## 分布と生育環境
中国、台湾、インドネシア及び日本（本州から琉球列島）に分布する。
湿地に生育するもので、かつては水田周辺にゴウソやタチスゲと共によく見られたものである。水田周辺では圃場整備等によって数を減らしているが、さまざまな湿地的環境に見られるもので、今でも普通種である。河原に出現することもある。

## 類似種
アゼスゲ節に含める。この群で形態的によく似たものにツクシナルコがある。個々の形態は似ている部分が多いが、常緑性なので深緑の葉に枯れ葉が交じり、見かけはかなり異なる。細部では鱗片に芒がほとんどないこと、果胞にはっきりした脈がある点が大きく異なる。本州南岸から九州にまれに見られる。
同時によく見られるものにゴウソがあるが、これは小穂に特徴があるので判別はたやすい。ヒメゴウソはゴウソより小さいとの名であるが、小穂は小さいが株はむしろ大きく、アゼナルコにやや似ている。頂小穂が雄性であること、果胞が白っぽい緑であることなどで見分けが着くが、細部を調べたくなる例もある。なお、同様の環境にタチスゲも出現し、これは細部の特徴が結構ヒメゴウソに似ている。しかし、かといってアゼナルコには似ていない。名前どおりに小穂が絶対に垂れないからである。
アズマナルコもやや似ているが、どちらかと言えば山地の水気のある所に出現する種で、穂は棒状というより紐状に垂れる。根元に柔らかく厚い鞘をもつ。北海道、本州、九州に分布。
他にも湿地に生えて細長い穂を垂らすスゲはいくつかあるが、頂小穂が雄雌性であるのがよい区別点となる。ただし、ツクシナルコやヒメゴウソなどにも頂小穂が雄雌性になる場合があり、注意が必要であるが、それらではこの特徴がそれほど固定されていない。

## 注と出典
1. ↑  米倉浩司・梶田忠 (2003-). “Carex dimorpholepis Steud.”. BG Plants 和名−学名インデックス（YList）. 2015年6月5日閲覧。
2. ↑  “植物雑学事典”